# Lars Lehmann
Lars Lehmann (Bad Harzburg, 10 novembre 1972) è un bassista e giornalista tedesco.
È uno dei più noti bassisti freelance in Germania. È inoltre redattore della rivista Bass Professor.

## Biografia

### Gli inizi
Lars inizia a suonare il basso all'età di 16 anni. Nel 1992 termina gli studi superiori a Hannover e si iscrive alla facoltà di cultura e musica, presso l'università di Hildesheim.
Nel 1993 inizia la sua carriera come bassista freelance e viene contattato da moltissime band locali. Dal 1996 è editore presso la rivista Bass Professor. Nel 2005 insegna all'Accademia della Musica Contemporanea a Londra. Nel 2007 diventa docente presso l'Accademia di Educazione alla Cultura di Wolfenbüttel e fa da insegnante anche agli aspiranti maestri. Nel 2010 ha intrapreso un tour europeo col chitarrista Vinnie Moore, entrato nel suo team di supporto come bassista.

### Con gli UFO
Nel 2012 partecipa alle registrazioni per l'album degli UFO Seven Deadly. L'anno seguente lascerà il posto a Rob De Luca.

## Discografia

### Con gli UFO
- 2012 - Seven Deadly (Steamhammer, Avalon)